# 중인도아리아어군
중인도아리아어군(Central Indo-Aryan) 또는 힌디어군(Hindi)은 인도아리아어군의 하위 언어 그룹으로, 인도 북부와 중부 지역에서 주로 사용된다. 역사적으로 중세 프라크리트에서 유래한 방언 연속체이다. 전통적인 사용 지역은 힌디 벨트의 일부이며, 특히 힌두스탄어의 델리 지역 방언은 북인도 지역의 링구아 프랑카(민족간 공용어)로서 현대의 표준 힌디어와 표준 우르두어의 문어적 기초가 되고 있다. 이 언어군의 명확한 정의는 인도아리아어의 분류 방식에 따라 달라지지만, 이 문서에서는 동부 힌디어와 서부 힌디어만을 가리킨다.

## 분류
협의의 힌디어는 일반적으로 동부 방언들과 서부 방언들로 양분할 수 있다. 서부 힌디어는 샤우라세니 프라크리트어로부터 발전하였고, 동부 힌디어는 아르다마가디 프라크리트어로부터 발전한 것이다.
서부 힌디어
- 브라지어(Braj)
- 분델리어(Bundeli)
- 하리안비어
- 힌두스탄어
  - 힌디어
  - 우르두어
- 칸나우지어

동부 힌디어
- 아와디어
- 바겔리어
- 차티스가르어